# Hier, vous tuerez
Hier, vous tuerez — Fire, Burn!, dans l'édition originale américaine — est un roman policier américain de John Dickson Carr publié en 1957. Ni Gideon Fell, ni Henry Merrivale, les deux détectives récurrents de cet auteur, n'apparaissent dans ce roman qui appartient également à la veine fantastique et au roman historique.

## Résumé
En 1957, l'inspecteur John Cheviot prend un taxi, mais au terme de la course, il descend d'un fiacre devant les locaux de l'ancien Scotland Yard de 1829 dans l'Angleterre de George IV. Là, une très belle femme, Miss Drayton, lui passe les bras autour du cou comme s'il était son amant et parvient sans difficultés à dissiper ses craintes d'autant que le héros croit l'avoir déjà vu sur une gravure du Victoria and Albert Museum. Plus étrange encore, Cheviot sait qu'il doit rencontrer deux commissaires mandatés par Robert Peel, alors Ministre de l'Intérieur, pour lui confier la curieuse mission de découvrir le responsable des vols de la nourriture d'oiseaux chez la veille Lady Cork. 
Le soir même, pendant une réception chez l'auguste aristocrate, Cheviot est le témoin privilégié d'un crime impossible. Dans un couloir de la vaste demeure, il voit la dame de compagnie de Lady Cork s'effondrer, touchée par une balle de revolver tirée sans bruit et de nulle part.  Et l'affaire se complique quant Miss Drayton, présente à ses côtés, laisse tomber de son manchon un petit pistolet duquel la balle qui a tué la victime n'aurait pu être tirée. Mieux, au cours de l'enquête, Cheviot découvre que Lady Cork a bien des secrets et que les sacs destinés à ses volatiles ne contiennent pas que des graines...

## Particularités du roman
Hier, vous tuerez est un roman singulier dans l'œuvre de John Dickson Carr. Outre que le récit n'emploie aucun des enquêteurs chers à l'auteur, il développe, grâce à un voyage dans le temps de son héros, une intrigue policière dans le cadre historique du début du XIXe siècle.  Deux autres romans de Carr présentent des voyages dans le temps, mais à des époques différentes : le XVIIe siècle dans Le Diable de velours et la fin du XVIIIe siècle dans À chacun sa peur.

## Éditions
Édition originale américaine
- (en) John Dickson Carr, Fire, Burn!, New York, Harper, 1957

Éditions françaises
- John Dickson Carr (auteur) et Élisabeth Gille (traducteur), Hier, vous tuerez [« Fire, Burn! »], Paris, Éditions J'ai lu, coll. « J'ai lu policier no 95 », 1969, 256 p. (BNF 32941147)
- John Dickson Carr (auteur) et Élisabeth Gille (traducteur), Hier, vous tuerez [« Fire, Burn! »], Paris, Clancier-Guénaud, coll. « Polars no 14 », 1984, 229 p. (ISBN 2-86215-063-0, BNF 34754200)
- John Dickson Carr (auteur) et Élisabeth Gille (traducteur), Hier, vous tuerez [« Fire, Burn! »], Paris, Librairie des Champs-Élysées, coll. « Le Masque, no 1991 », 1990, 218 p. (ISBN 2-7024-2024-9, BNF 35083876)

## Distinctions
- Grand prix de littérature policière 1969 (roman étranger ; ex æquo avec La Fille du temps de Josephine Tey)

## Adaptation
- 1979 : Morte a passo di valzer, une mini-série en trois épisodes de la télévision italienne (Radiotelevisione Italiana) réalisée par Giovanni Fago, d'après le roman Hier, vous tuerez, avec Gianni Garko dans le rôle de l'inspecteur Cheviot, rebaptisé Daviot.

## Sources
- Jacques Baudou et Jean-Jacques Schleret, Les Métamorphoses de la chouette : Détective-club, Paris, Futuropolis, 1986, 191 p. (ISBN 978-2-7376-5488-6, OCLC 19810226), p. 55-56.
- Roland Lacourbe (préf. Paul Halter), John Dickson Carr scribe du miracle : inventaire d'une œuvre, Amiens, Encrage, coll. « Travaux », 1998, 333 p. (ISBN 978-2-906389-81-6), p. 114-116.